# オニユリ

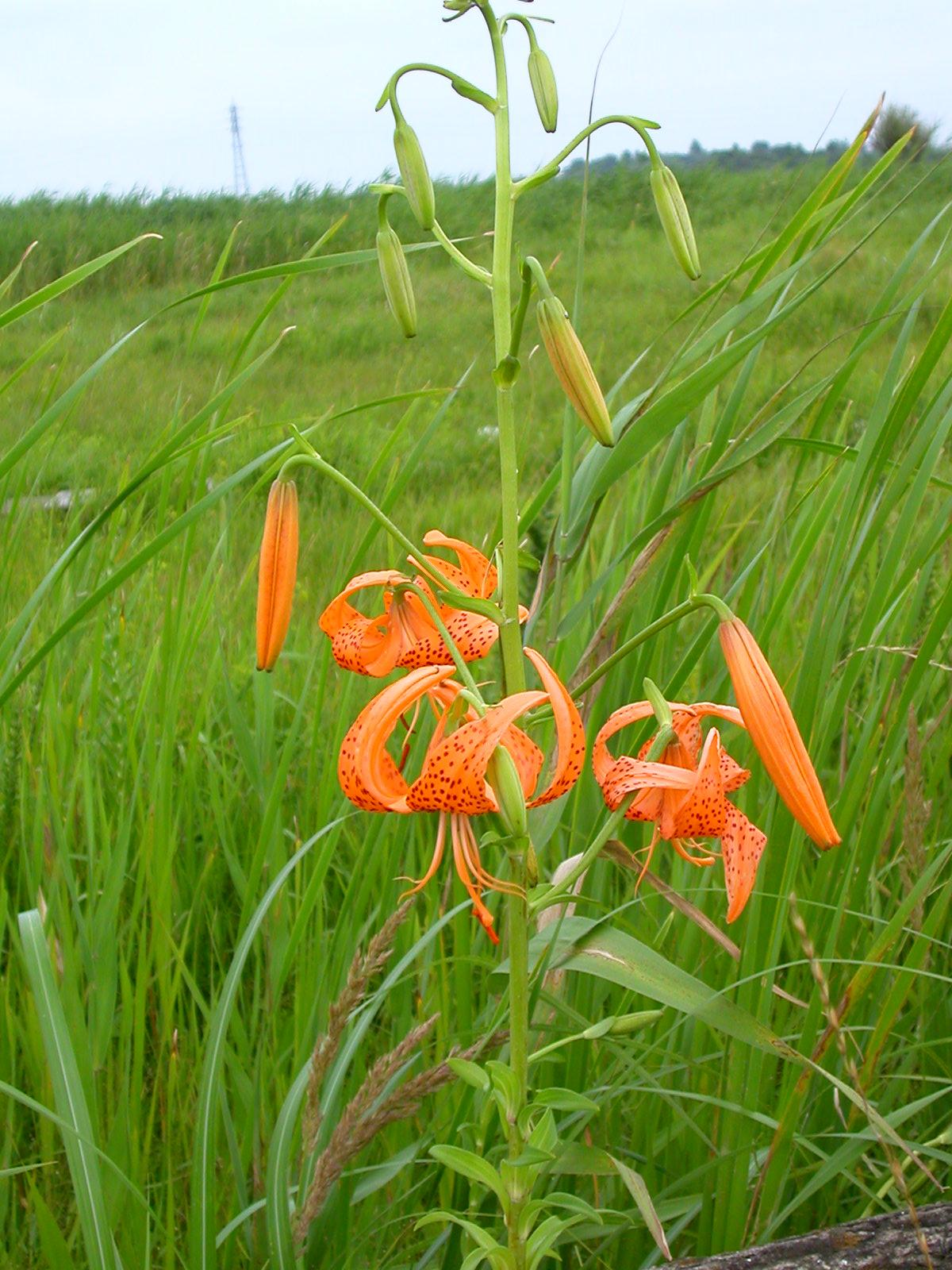
コオニユリ (Lilium leichtlinii)

オニユリ（鬼百合・学名Lilium lancifolium）とは、ユリ科ユリ属の植物。

## 自生地
グアム東部、中国、朝鮮半島、日本に自生する。日本では北海道から九州の平地から低山で普通に見られ、一説には中国からの渡来種と言われている。
一般的にオニユリは三倍体であるが、朝鮮半島や済州島そして対馬には二倍体が分布している。対馬のオニユリの75%が二倍体である。
変種に対馬に自生するオウゴンオニユリ（Lilium lancifolium var. flaviflorum）がある。

## 特徴
草丈は1～2m程となる大型のユリ。葉は互生し、小さめの披針形で先端はゆるく尖る。茎は紫褐色で細かい斑点がある。花季は7月から8月で、花弁はオレンジ色、濃褐色で暗紫色の斑点を生じる。花弁は強く反り返る。種子は作らないが、葉の付け根に暗紫色のムカゴを作る。鱗茎はヤマユリと同様、ユリ根として食用となる。

## 近縁種
近縁に同属のコオニユリ (Lilium leichtlinii) があり、こちらは山地の草原や低地の湿原に生育する。オニユリによく似ているが、植物体が一回り小さく、ムカゴを作らず、種子を作る。
オニユリとコオニユリは交雑が可能であり、コオニユリとの交配により異なる遺伝子型のオニユリが生み出されることが確認されている。大韓民国でも二倍体のオニユリが分布していない地域では見られない遺伝子型の三倍体オニユリが存在することから、オニユリとコオニユリの交雑が起きている可能性が考えられる。